# Phosphoroxidbromid
Phosphoroxidbromid ist eine anorganische chemische Verbindung des Phosphors aus der Gruppe der Bromide.

## Gewinnung und Darstellung
Phosphoroxidbromid kann durch Reaktion von Phosphor(V)-bromid mit Phosphorpentoxid gewonnen werden.
{\displaystyle \mathrm {6\ PBr_{5}+P_{4}O_{10}\longrightarrow 10\ POBr_{3}} }

## Eigenschaften
Phosphoroxidbromid ist ein weißer bis gelber Feststoff, der in Ether, Benzol und Schwefelsäure löslich ist und eine großblättrige Kristallmasse bildet. Die Verbindung ist sehr empfindlich gegen erhöhte Temperatur, bei welcher Zersetzung unter Gelbfärbung eintritt. Es darf daher niemals unter Anwendung einer Flamme, sondern nur mit Hilfe von heißem Wasser geschmolzen werden. In Wasser erfolgt langsame Zersetzung unter Bildung von Phosphorsäure und Bromwasserstoff.